# Електробезпека

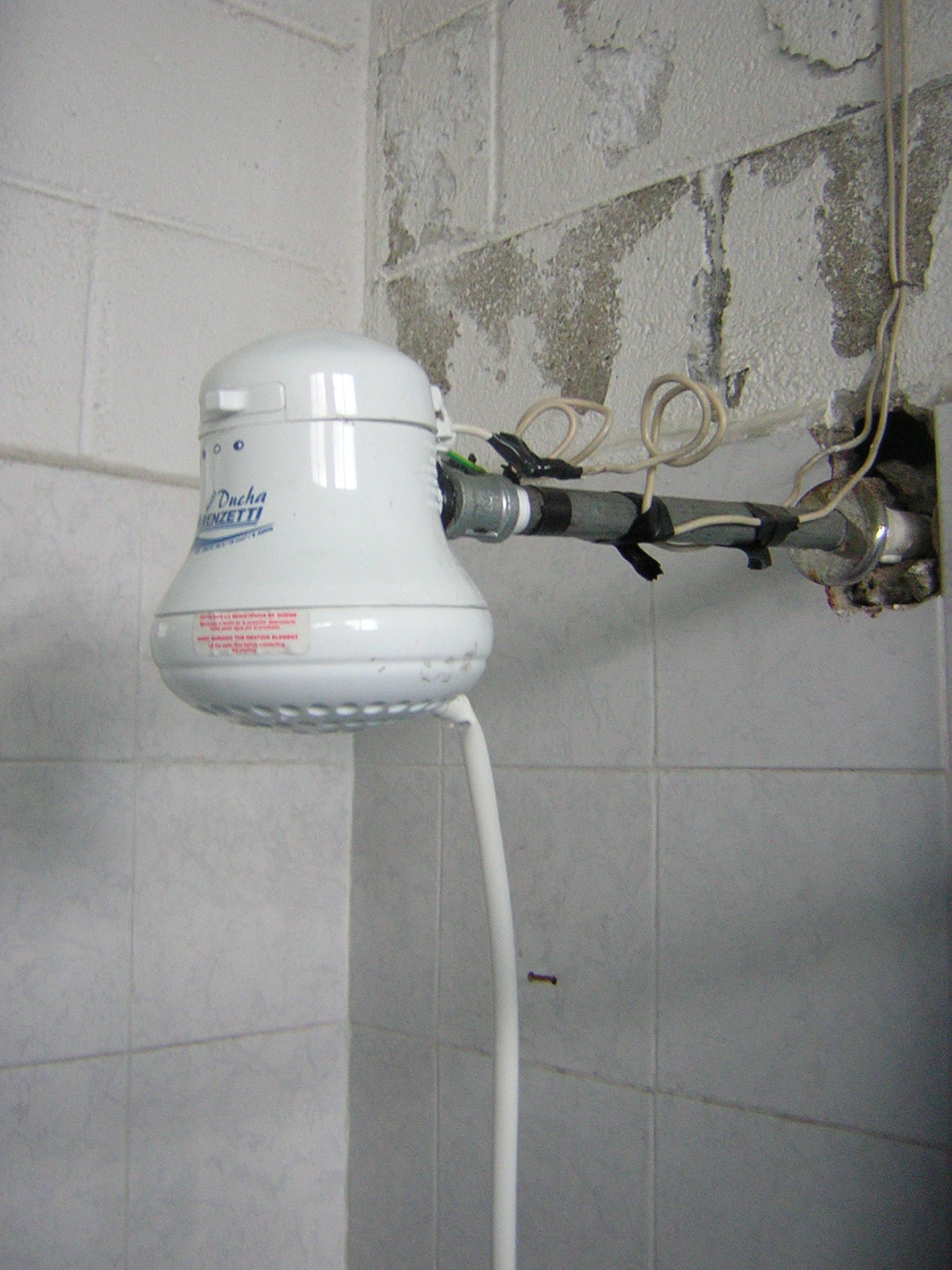
Вкрай грубе порушення техніки безпеки. Струмопровідні частини не захищені від потрапляння води всередину. Потенційно небезпечний пристрій - не має нормального заземлення.

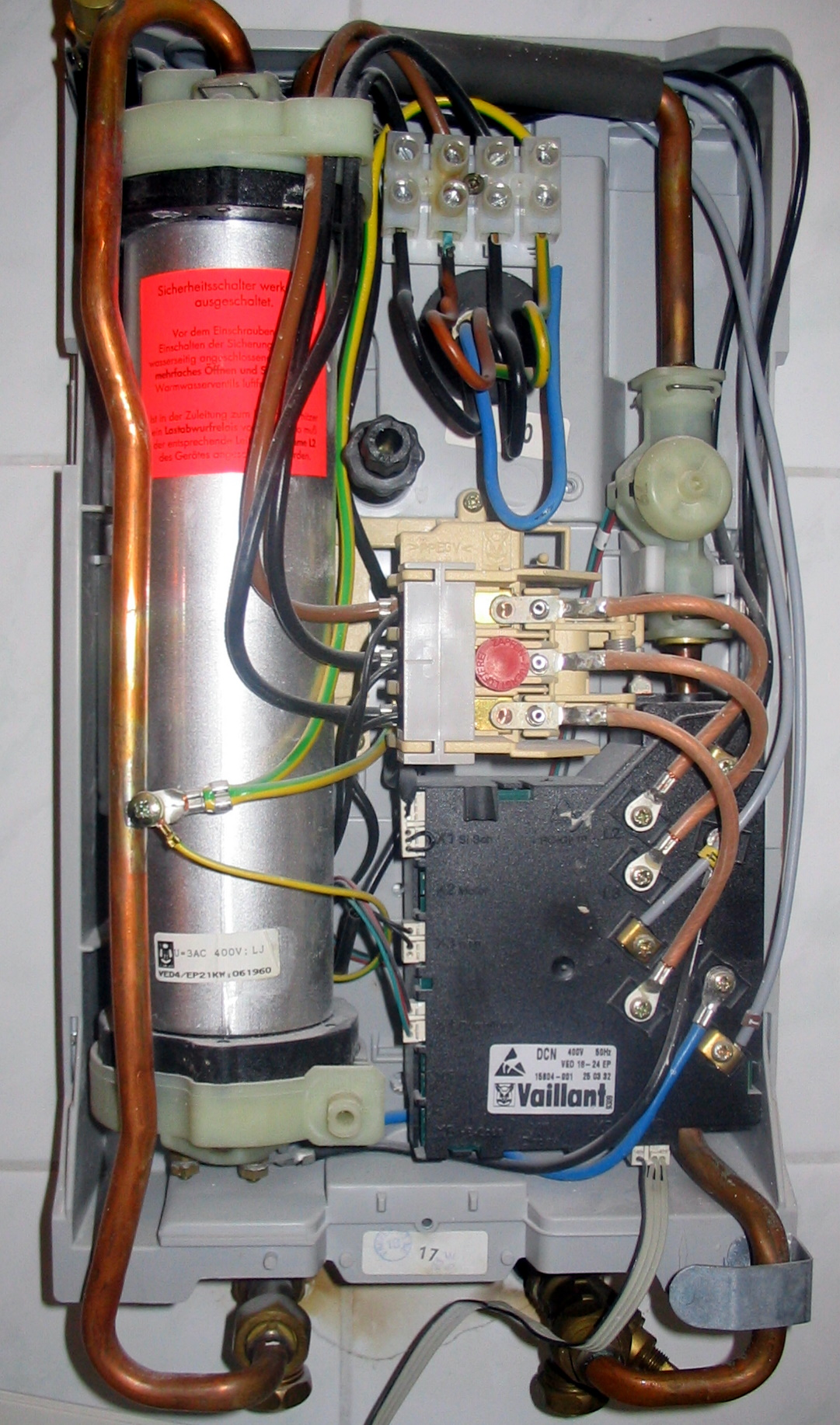
Нехтування пожежною безпекою

Електробезпе́ка — система організаційних та технічних заходів і засобів, що забезпечують захист людей від шкідливого та небезпечного впливу електричного струму, електричної дуги, статичної електрики i електромагнітного поля. Правила електробезпеки регламентуються правовими і технічними документами, нормативно-технічною базою. Знання про електробезпеку необхідні всім людям, особливо тим, хто виконує електротехнічне обслуговування.

## Способи захисту
- електрична ізоляція
- захист від випадкового дотику до струмопровідних частин
- захисне заземлення, занулення, зрівнювання електричних потенціалів
- захисне вимкнення
- застосування наднизької (безпечної) напруги
- контроль і профілактика пошкодження ізоляції
- захист від небезпеки при переході з вищої сторони на нижчу
- електричне розділення кіл
- застосування індивідуальних захисних засобів

### Безпечна напруга
SELV (safety extra-low voltage, низька напруга) — це напруга не більше 48 В змінного струму та не більше 120 В постійного струму, що застосовується в електричних колах для зменшення небезпеки ураження електричним струмом. Найбільший ступінь безпеки досягається за напруги до 12 Вольт. У виробництві частіше використовують мережі напругою 12 Вольт та 36 Вольт. Для створення таких напруг, використовують знижувальні трансформатори.

### Гальванічне розділення кіл
Розгалужена електрична мережа великої протяжності, має значну ємність і невеликий опір фаз відносно землі. Через це, навіть дотик до 1 фази є дуже небезпечним. Якщо єдину мережу розділити на декілька невеликих мереж такої ж напруги, то небезпека ураження різко знижується. Зазвичай, поділ мереж здійснюється шляхом приєднання окремих електроустановок крізь розділові трансформатори. Захисне розділення електромереж, допускається лише для мереж до 1000 Вольт.

### Електрична ізоляція
Шар діелектрика, яким покривають поверхню струмопровідних елементів, або конструкція з непровідного матеріалу, за допомогою якої струмопровідні частини відокремлюються від інших частин електрообладнання, називається електричною ізоляцією. Опір ізоляції повинен бути не менше 0,5 МОм.

#### Види ізоляції

Подвійна ізоляція

- робоча — електрична ізоляція струмовідних частин електроустановки, що забезпечує її нормальну роботу і захист від ураження електричним струмом;
- додаткова — електрична ізоляція, передбачена додатково до робочої ізоляції для захисту від ураження електричним струмом у разі ушкодження робочої ізоляції;
- подвійна — ізоляція, яка складається з робочої та додаткової ізоляції;
- посилена — поліпшена робоча ізоляція, яка забезпечує захист від ураження електричним струмом не менше ніж подвійна ізоляція.

### Захист від випадкового дотику до струмопровідних частин
Для усунення небезпеки дотику до струмопровідних частин електрообладнання необхідно забезпечити їх недоступність. Це досягається за допомогою розташування струмопровідних частин на недосяжній висоті або в недоступному місці, а якщо таке розташування неможливе — застосування огорож і бар'єрів.

## Інтернет-джерела
- http://www.ot.kiev.ua/new_page_30.htm [Архівовано 10 грудня 2008 у Wayback Machine.]